# Segelerita
La segelerita és un mineral de la classe dels fosfats que pertany al grup de l'overita. Rep el nom per Curt G. Segeler (1901-1989), enginyer de combustió d'atmosfera de l'America Gas Association, qui va inventar la regla general utilitzada per estimar el consum d'energia per a la calefacció de la llar. També va ser un important mineralogista aficionat, especialitzat en minerals fosfats.

## Característiques
La segelerita és un fosfat de fórmula química Ca₂ Mg₂ Fe3+₂(PO₄)₄(OH)₂·8H₂O. Va ser aprovada com a espècie vàlida per l'Associació Mineralògica Internacional l'any 1973, sent publicada per primera vegada un any després. Cristal·litza en el sistema ortoròmbic. La seva duresa a l'escala de Mohs és 4.
Segons la classificació de Nickel-Strunz, la segelerita pertany a «08.DH: Fosfats amb cations de mida mitjana i gran, (OH, etc.):RO₄ < 1:1» juntament amb els següents minerals: minyulita, leucofosfita, esfeniscidita, tinsleyita, jahnsita-(CaMnFe), jahnsita-(CaMnMg), jahnsita-(CaMnMn), keckita, rittmannita, whiteïta-(CaFeMg), whiteïta-(CaMnMg), whiteïta-(MnFeMg), jahnsita-(MnMnMn), kaluginita, jahnsita-(CaFeFe), jahnsita-(NaFeMg), jahnsita-(NaMnMg), jahnsita-(CaMgMg), manganosegelerita, overita, wilhelmvierlingita, juonniïta, calcioferrita, kingsmountita, montgomeryita, zodacita, arseniosiderita, kolfanita, mitridatita, pararobertsita, robertsita, sailaufita, mantienneïta, paulkerrita, benyacarita, xantoxenita, mahnertita, andyrobertsita, calcioandyrobertsita, englishita i bouazzerita.

## Formació i jaciments
Va ser descoberta a la mina Tip Top, de la localitat de Fourmile, dins el districte miner de Custer (Dakota del Sud, Estats Units). També ha estat descrita a la mina de variscita Milgun, a Austràlia. Aquests dos indrets són els únics de tot el planeta on ha estat descrita aquesta espècie mineral.